# 1939년 실업축구
경성실업축구연맹 주최 실업축구리그의 1939년 시즌이다.

## 경성 실업축구연맹의 결성
1939년 6월 6일 종로 백합원에서 서울의 실업축구계 인사들이 모여 경성실업축구연맹(實業蹴球聯盟結成)을 정식 결성을 하였다. 당시 조직은 다음과 같다.
- 이사장: 김동철
- 참흥: 권희창, 김재홍
- 이사: 김복경, 이택화, 편무영, 임창식, 안순남, 진완규

가맹단체는 경성싸커클럽, 철도국 축구단, 지방전매국 3단체였으며, 추진 사업으로는 매년 추춘기 리그전을 계획하였다.

## 제1회 경성 실업축구리그
전매국팀의 기권으로 인해 철도군과 경성싸커군이 결승전을 벌였다. 때문에 리그라는 명칭이나 본래의 취지와는 다르게 1회성 게임이 되어버렸다.

| 철도국 축구단 | 5-1 | 경성싸커클럽 |
| ------------- | --- | ------------ |
|               |     |              |